# Chapadatyrann
Chapadatyrann (Guyramemua affine) är en fågel i familjen tyranner inom ordningen tättingar.

## Utbredning och systematik
Fågeln förekommer i cerradoregionen i Brasilien och angränsande östra Bolivia. Den behandlas som monotypisk, det vill säga att den inte delas in i några underarter.
Chapadatyrannens taxonomi är komplicerad. Tidigare behandlades den som en del av chacotyrannens taxon Suiriri affinis, men urskildes som egen art 2001, Suiriri islerorum, efter studier som visade att den skilde sig i utseende, läte och beteende. 2014 fann man dock att typexemplaret för affinis egentligen är en chapadatyrann, vilket leder till att chapadatyrannens vetenskapliga artnamn istället bör vara affinis. I samband med detta fick populationen av chacotyrann som tidigare kallades affinis ett nytt namn, burmeisteri.
En senare studie från 2018 har dock visat att chapadatyrannen förvånande nog trots det likartade utseendet inte bara utgör en egen art, utan är avlägset släkt med chacotyrannen, närmare tyrannerna i Sublegatus. Författarna till studien rekommenderar därför att den förs till ett eget av dem nyskapat släkte, Guyramemua, och för fram teorin att chapadatyrannen härmar chacotyrannens utseende.

## Status
IUCN kategoriserar arten som nära hotad.